# Tenrikyo

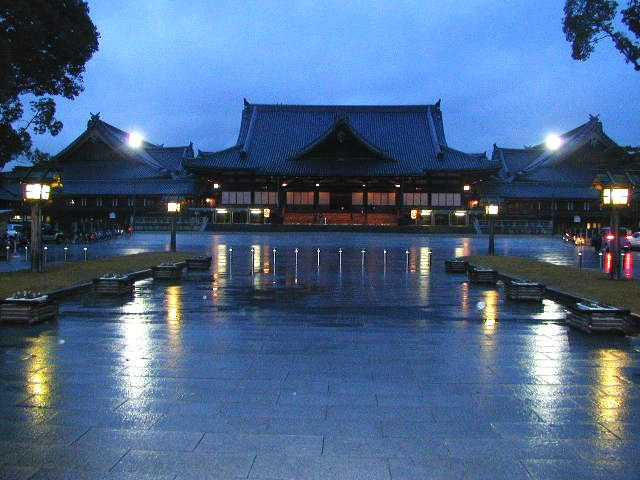
Tenrikyō-sektens internationella högkvarter i Tenri, Japan.

Symbolen för tenrikyo.

Tenrikyo (天理教Tenrikyō) är en missionerande monoteistisk japansk religion med cirka 2 miljoner anhängare. 1,75 miljoner av de troende och 16.833 tempel finns i Japan, men religionen har anhängare, andaktslokaler,  och aktiviteter i ett 40-tal länder. Religionen har sin utgångspunkt i de uppenbarelser som helbrägdagörerskan Nakayama Miki (1798-1887) anses ha fått av guden. Denne, vars huvudnamn är Tenri-O-no-Mikoto, kallas Oyakami eller Oyasama av sina anhängare, där oya betyder förälder. Anhängarna tror att guden, som även är känd under andra namn, som Ursprungs-kami och Sannings-kami, främst uttryckt sin vilja genom Nakayama, då hon fungerat som "Gudens skrin". I mindre omfattning har även  Honseki Izo Iburi och andra ledare spelat en roll för religionens framväxt. Tenrikyōs världsliga mål är att undervisa och främja en kärleksfull livsstil, som odlas med hjälp av handlingar som barmhärtighet och uppmärksamhet. Glädjefullheten innebär dessutom en total frånvaro av girighet, själviskhet, hat, ilska och högmod.

## Ursprung
Även om tenrikyō har tydliga shintō-rötter och den ständiga vaksamheten mot negativa tankar och känslor har buddhistiska drag, betraktar såväl de troende som det japanska samhället tenrikyō som en självständig religion. Religionen klassificerades dock som shintō av de japanska regeringarna under den utpräglat nationalistiska tiden fram till Andra världskrigets slut. Tenrikyō har även liknats vid en buddhism som ersatt nirvana med Kami, men detta är en grov förenkling. Enligt Nakayama Mikis uppenbarelser är det grundläggande syftet med människans existens att leva liv av glädje. Glädjefullheten kan närmast liknas vid den förnöjsamhet eller anspråkslösa glädje som en person uppnår genom att fullständigt ha funnit sig tillrätta med sitt liv. Genom att glädjefullheten sprids till allt fler människor får vi en värld där allt färre låter sig styras av girighet, själviskhet, hat, ilska och högmod.

## Heliga skrifter
Den mest vördade skriften bland de tenrikyō-troende är Ofudesaki, som består av 17 böcker med religiösa dikter. Böckerna skrevs av bondkvinnan, helbrägdagöreskan och jodo-anhängaren Oyasama (dvs. Nakayama Miki) 1869 - 1882, och anses ha tillkommit genom s.k. automatisk skrift. Oyasama tog enligt vad som berättats upp sin penna, närhelst Oyakami ville det, och började skriva. Detta skedde, enligt tenrikyō-tron, även mitt i natten i totalt mörker. I böckerna ges bl.a. anvisningar för hur det mänskliga sinnet kan fås att återvända till sitt ursprungliga och ofördärvade tillstånd – något som bl.a. kallas "åter till ursprunget", "den en-hjärtade frälsningen", "sinnelaget hos ett treårigt barn" och "medvetande såsom klart vatten". Böckerna ger instruktioner för hur den sökande stegvis kan återvända till det ursprungliga tillståndet. 

## Tenrikyō-trons grunddrag
De tenrikyō-troende tror på en enda gud, Tenri-O-no-Mikoto, som definieras som skapare av och omsorgsfull förälder för hela mänskligheten. Reinkarnation är en del av religionen, men är inget som särskilt betonas. Det yttersta andliga målet är upprättandet av Kanrodai, den gudomligt ordinerade pelaren i världens medelpunkt, jiba Det var på denna plats som Oyakami skapade de första människorna. Innan Kanrodai kan upprättas, måste alla människor ha lärt sig att tjäna varandra och tygla alla negativa tankar och känslor. Kanrodai kräver alltså frälsning för hela mänskligheten, men resultatet blir att Oyakami genomför ett slags andra skapelse, en enorm förändring som för mänsklighetens del kommer att resultera i total enhet med Oyakami. Jiba antas vara beläget just på det område i staden Tenri, där Tenrikyo har sitt högkvarter.
Några av grundprinciperna i Tenrikyō är:
Moto-no-Ri– lärosatsen om människans ursprungliga och ofördärvade tillstånd.
Kashimono-Karimono– lärosatsen att vi inte äger våra kroppar utan har lånat dem av Oyakami. Sinnet/medvetandet är däremot vårt eget.
Hinokishin– tjänandet, som vanligen sker genom frivilligarbete och uppoffringar för samhället och medmänniskorna.
Tanno– äkta förståelse av vad det innebär att fullt ut ansvara för våra tankar, ord och handlingar, något som i sin tur ger oss en konstruktiv attityd gentemot problem, sjukdomar och allehanda svårigheter.
Juzen-no-Shugo– tio grundsanningar som har med skapelsen att göra.
Inom tenrikyō lär man sig att stegvis förstå Oyakamis natur. Det brukar sammanfattas i tre steg, som samtidigt är tre steg för att fullt ut förstå, vad en monoteistisk gudssyn går ut på:
- Kami – där man lär sig förstå guden i vardagliga termer. Det innebär bl.a. att man inser att Oyakami ständigt är närvarande i ens liv.
- Tsukihi – där man lär sig förstå vad det innebär att Oyakami är skaparen av såväl naturen som naturlagarna.
- Oya – där man lär sig att förstå innebörden av att guden är vår Förälder.

Vägen till glädjefullhet går genom en inre resa som resulterar att vi förstår oss själva och lär oss att värdesätta oss som människor, varelser som skapats av Oyakami och som utvecklas och tas omhand genom en plats i Oyakamis famn. Guden, vars kropp består av hela universum, tillbes av de tenrikyō-troende undernamnet Tenri-O-no-Mikoto. Denna gud skapade mänskligheten, världen och universum när ingenting hade någon form genom att upprätta ett fäste av liv och tid respektive form och plats i det som annars skulle varit en totalt tom evighet.
Det är fullt möjligt att förbereda sin själ inför livet efter detta, för hemkomsten till Gud Föräldern, genom att träna sinnet och bygga upp ett inre larmsystem mot negativa tankar och ord och därmed odla sin glädjefullhet. Tenrikyō uppmanar anhängarna till samhällstjänst och andra icke-egennyttiga frivilliga insatser. Medvetandet eller sinnet/tankarna är av immateriell natur och anses ägas av människan själv. Våra kroppar ses däremot som ett lån från guden. Att människan själv äger sitt medvetande sitt tänkande medan kroppen helt och fullt tillhör Oyakami beskrivs av tenrikyōs läromedel på följande sätt:
| ” | Vi föds in i denna värld genom Gud Förälderns nåd och får våra behov ombesörjda varje dag, eftersom vi omfamnas av himmel och jord och ständigt hyses i Oyakamis famn. Detta att vi är förmögna att använda våra kroppar varje dag utan förhinder är ett resultat av Oyakamis oinskränkta omtanke, som tar sin början i värme och fuktighet och som sedan utvidgas till att omfatta varje behov. Om vi, å andra sidan, blir sjuka spelar det ingen roll hur mycket vi än använder vår styrka och visdom, vi kommer likväl att lida av den feber och frossa som vårt tillstånd förorsakar. Vår sjukbädd (kan) bli hela vår värld, och vi kan bli oförmögna att röra en enda lem. Om vi begrundar detta ordentligt kommer sanningen, att kroppen är något som Gud lånat ut, att få fäste i våra hjärtan. | „ |

Utvikningar av denna trosartikel har medfört av tenrikyō-tron anklagats för att ha en trosprincip som innebär att Oyakami straffar den som inte lyder med sjukdom och/eller invaliditet. Det är emellertid ingen gudomlig bestraffning på det sätt som några kristna samfund ser det. Tenrikyō är en asiatisk religion och ser i likhet med till exempel hinduismen, buddhismen och jainismen sjukdomar som ett resultat av lagen om orsak och verkan. Om man använder kroppen på fel sätt och ständigt exponerar den för risker, så blir man förr eller senare sjuk. Som i de flesta asiatiska religioner anses dessutom, och kanske i högre grad, egensinnighet i form av negativa tankar och känslor, här inom spannet girighet, själviskhet, hat, ilska och högmod, på sikt ge upphov till sjukdomar. Oyakami har gett oss livet och kroppen som gåva, men som Förälder har guden också tagit på sig ansvaret att fostra oss och korrigera våra tankar. Bland annat sjukdomar och andra olyckor ska ses som en form av vägledning.
I tenrikyō finns även en tro på reinkarnation, som kan beskrivas som att Oyakami (Föräldrakami) lånar oss en andra, en tredje eller fjärde osv. kropp, men återfödelse som ett medel att förbättra människans själ är kraftigt nedtonat inom tenrikyō.

## Religiöst centrum
Tenri är den enda staden i Japan som fått sitt namn efter en religion. Tenrikyō har sitt högkvarter i staden, som ligger i Nara prefektur 470 km väster om Tokyo, och staden betraktas av de tenkrikyō-troende som världens centrum. Tenrikyō hade rekommenderat att staden skulle heta Yamabe, vilket den hette fram till 1954, då en sammanslagning av Yamabe och den nya stadsbildning som skett kring det religiösa centret gjordes. Den japanska regeringen valde emellertid namnet Tenri.